# Taux d'intérêt négatif
Un taux d'intérêt négatif est un taux d'intérêt (nominal ou réel) qui se situe en territoire négatif. La banque centrale peut, dans le cadre de sa politique monétaire, fixer ses taux directeurs en zone négative. Il s'agit alors d'une politique monétaire non conventionnelle. Les taux d'intérêt négatifs reflètent un contexte de déflation ou un contexte récessif dans l'économie.

## Concept
Les banques centrales maîtrisent trois grands taux d'intérêt que sont les taux directeurs. Le taux de rémunération des dépôts, par exemple, permet à la banque centrale de rémunérer les liquidités que les banques déposent sur leur compte à la banque centrale ; afin d'inciter les banques à ne pas mettre leurs liquidités sur le compte et plutôt à les prêter, la banque centrale peut fixer un taux de rémunération des dépôts faible, ou négatif. Se voyant frappées par un taux d'intérêt négatif, les banques ont alors tout intérêt à octroyer des prêts plutôt qu'à thésauriser auprès de la banque centrale. 
L'application d'un taux d'intérêt négatif a pour objectif d'inciter les banques à prêter, car quand bien même elles prêteraient à un taux de 0,0%, cela serait plus profitable pour elles dans un contexte de déflation que de se voir taxées par un taux d'intérêt négatif.
Toutefois, il convient de différencier le taux d'intérêt officiel du taux d'intérêt effectif. Si une banque centrale annonce et applique un taux d'intérêt négatif, il est possible qu'en réalité, du fait des différents mécanismes de compensation et exonération (via, par exemple, un système à deux paliers), le taux effectivement subi par les banques soit positif. Au Japon, après 2016, 5% seulement des réserves excédentaires des banques auprès de la banque centrale sont soumises à un taux d'intérêt négatifs. Les autres dépôts sont rémunérés à des taux nuls ou positif.

## Exemples historiques

### Premières apparitions
Les taux d'intérêt négatifs ont pendant longtemps été cantonnés à la théorie. Il faut attendre les années 1970 et 1980 pour que certains cas de taux d'intérêt négatifs apparaissent. Des phases d'atteinte du taux plancher zéro avaient déjà eu lieu aux États-Unis dans les années 1930. 
En 1979, les taux au jour-le-jour du marché monétaire suisse, qui étaient déjà proches de zéro, sont devenus négatifs pendant plusieurs jours à la suite d'une intervention massive de la Banque nationale suisse sur le marché des changes pour enrayer l'appréciation du franc suisse. Ce phénomène a eu une incidence sur les dépôts des particuliers souvent étrangers rémunérés traditionnellement chaque trimestre, avec une marge pour la banque absolue de l'ordre de 1 à 2 % dès que les taux monétaires sont devenus inférieurs à la marge. La Confédération suisse a dû en toute hâte légaliser ce prélèvement car il était trop tard pour modifier les programmes informatiques lorsque l'on s'est inquiété de cette dérive d'une rémunération négative.
Sur le marché du repo, c’est-à-dire le marché monétaire gagé par des titres, de nombreuses valeurs mobilières se traitent ou se sont traitées, pour des périodes parfois très longues, avec des taux d'intérêt négatifs, pouvant aller jusqu'à plusieurs centaines de points de base.
Dans le premier cas, c'est le mécanisme des swaps de change qui était la cause ponctuelle du déséquilibre. Dans le deuxième, il s'agit de l'obligation réglementaire de livrer des titres.

### Depuis les années 2000
Entre 2002 et 2005, les taux d'intérêt payés par les banques à la Fed étaient selon les chiffres officiels négatifs entraînant par conséquent une ruée sur l'offre des crédits de la part des banques. La remontée brutale du taux d'intérêt imposé par la réserve fédérale pourrait expliquer en grande partie la crise des subprimes de 2008.
En 2009, la banque centrale suédoise a imposé un taux d'intérêt négatif sur ses dépôts, escomptant ainsi contraindre les banques à prêter leurs fonds aux entreprises. Certains économistes remarquent que cette politique a eu des conséquences positives négligeables et un impact négatif important. Les conséquences positives furent négligeables car l'économie suédoise est trop intégrée à celle de l'Union européenne pour que le taux d'inflation (qui est l'objectif d'une politique de taux négatifs) reparte à la hausse uniquement du fait d'une politique au niveau national. La politique n'a pas réussi à arriver à 2% d'inflation annuelle. L'impact négatif fut important, notamment au niveau du marché de l'emploi et de la dette des ménages. Le prix de l'immobilier a rapidement augmenté, contribuant à une hausse des inégalités, et la dette des ménages a atteint des niveaux records. Le taux de change de la couronne a baissé de 10%, sans conséquence majeure sur l'inflation.
En 2012, l'État français a placé près de 6 milliards d'euros d'obligations à trois et six mois à des taux d'intérêt négatifs — respectivement -0,005 % et -0,006 %.
La Banque centrale européenne (BCE) adopte des taux d'intérêt négatifs sur son taux de rémunération des dépôts à partir de juin 2014 (à -0,1%), puis à partir de mars 2016 (-0,4%).
À partir de 2015, la Banque nationale suisse introduit un taux d'intérêt négatif (-0,75 %). Il s'agit alors du taux d'intérêt de banque centrale le plus faible du monde.
En février 2015, l'hebdomadaire économique français Challenges et BFM Business indiquent que le groupe agroalimentaire suisse Nestlé profite des « politiques monétaires ultra-expansionnistes » des banques centrales européenne, anglaise et japonaise pour emprunter sur les marchés financiers à des taux négatifs, de l'ordre de -0,008 %,.
Depuis fin 2015, la Banque alternative suisse est la première banque suisse à introduire un taux négatif sur les avoirs des particuliers. Elle répercute ainsi les taux d'intérêt négatifs de la Banque nationale suisse.
Le 29 janvier 2016, la Banque du Japon annonce vouloir redresser l'inflation et a donc fixé son taux de dépôt à -0,1 %. Cette mesure est effective depuis le 16 février 2016.

## Portée

### Taux d'inversion
Le taux d'intérêt négatif apparaît comme une politique monétaire non conventionnelle extrême, en ce qu'elle peut provoquer un effet pervers nocif pour les banques et la politique monétaire elle-même, sous la forme d'un taux d'inversion. Lorsque ce taux est atteint, le taux d'intérêt est si faible ou négatif que les banques font des pertes ou voient leurs profits s'amenuiser ; en réaction, elles choisissent d'augmenter les taux d'intérêt ou les frais bancaires. Dans ce cas, l'offre et le coût du crédit sont pénalisés. Alors que la banque centrale avait baissé les taux, la baisse a tellement rogné sur les profits qu'elle oblige à augmenter les taux, soit l'effet opposé.
En d'autres termes, les effets sont négatifs lorsqu'ils réduisent la rentabilité des banques lorsque la baisse du rendement des réserves qu'elles détiennent auprès de la banque centrale ne peut être compensée par une diminution de leurs coûts de financement.

### Système à deux paliers
Un système à deux paliers est un mécanisme qui permet à la banque centrale d'exempter certaines liquidités déposées par les banques privées à la banque centrale du taux d'intérêt négatif. Au-delà d'un certain montant (un palier) de liquidités déposées, la banque centrale applique un taux d'intérêt nul ou positif. Cela permet de limiter les pertes des banques qui ont le plus de liquidités déposées.

## Pour approfondir
- Christophe Blot, Paul Hubert, Causes et conséquences des taux d’intérêt négatifs, Revue de l'OFCE, vol. 148, no. 4, 2016, pp. 219-245 [lire en ligne]
- Willem H. Buiter, Negative Nominal Interest Rates: Three ways to overcome the zero lower bound, NBER Working Paper, No. 15118, juin 2009 [lire en ligne]
- Gauti Eggertsson, Lawrence H. Summers, Negative interest rate policy and the bank lending channel, Centre for Economic Policy Research, 24 janvier 2019 [lire en ligne]
- FT Series, Negative yields: Getting to grips with the great bond rally, Financial Times, août 2019 [lire en ligne]
- Cordelius Ilgmann, Martin Menner, Negative Nominal Interest Rates: History and Current Proposals, International Economics and Economic Policy, décembre 2011 [lire en ligne]
- Robert Skidelsky, La fausse promesse des taux d’intérêt négatifs, Project Syndicate, 24 mai 2016 [lire en ligne]
- Joseph E. Stiglitz, What’s Wrong With Negative Rates ?, Project Syndicate, 13 avril 2016 [lire en ligne]
- Yanis Varoufakis, La politique des taux d’intérêt négatifs, Project Syndicate, 22 août 2016 [lire en ligne]
- Jing Cynthia Wu, Fan Dora Xia, The negative interest rate policy and the yield curve, BIS Working Papers, No 703, février 2018 [lire en ligne]